# Energía eólica en Chile

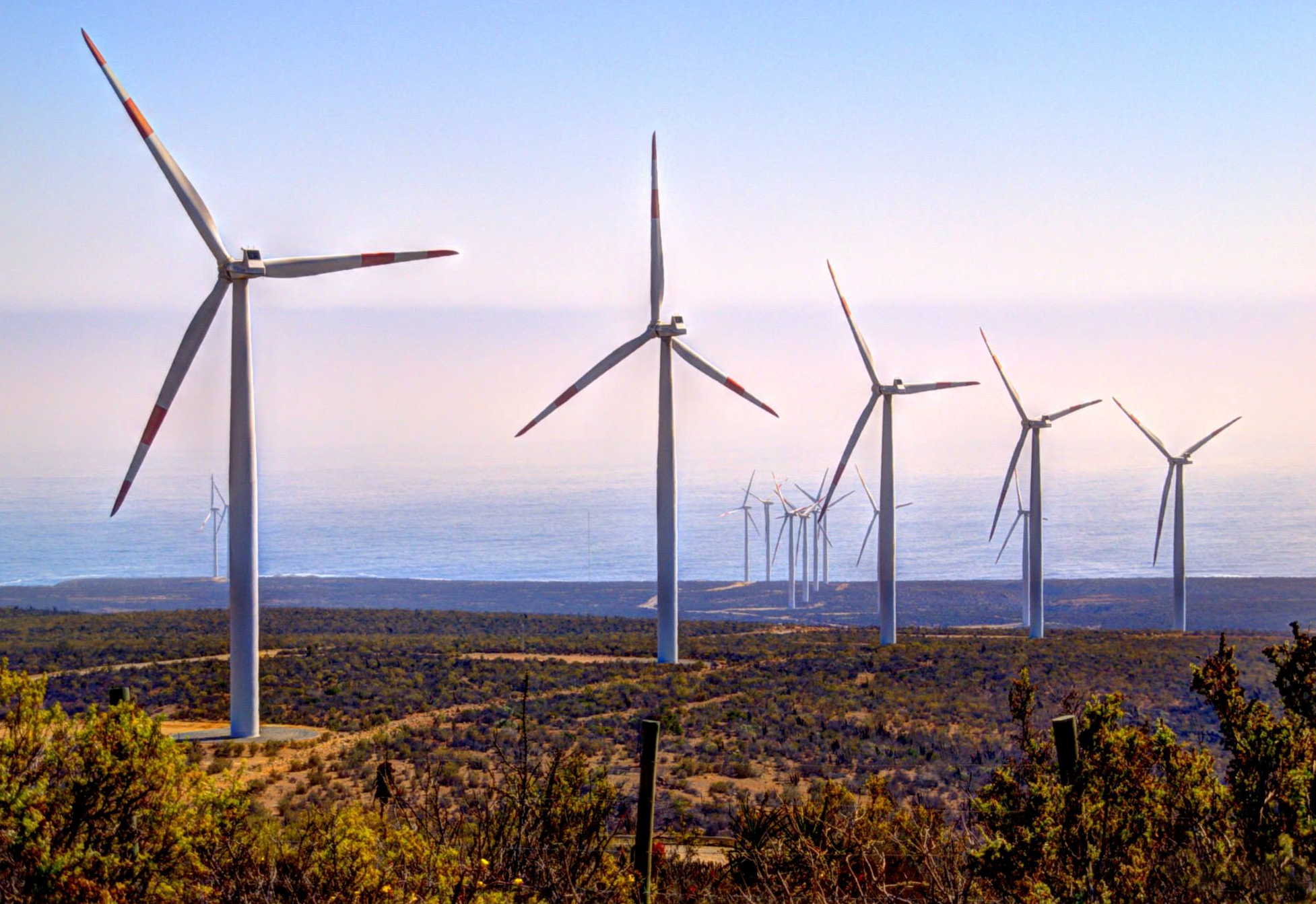
Parque eólico en cercanías de Canela, Chile

El desarrollo de la energía eólica en Chile se basa en el significativo recurso eólico del país, debido a su extensa línea costera expuesta a vientos constantes del sector del Pacífico Sur. Es junto a la energía hidroeléctrica y solar, una de las tres energías renovables que más se generan en el país. 
La primera instalación eólica inició sus operaciones en 2001, con 3 aerogeneradores que en conjunto tenían una potencia nominal instalada de 2 MW. En 2017 estaban en servicio 651 aerogeneradores con capacidad de generación nominal de más de 1400 MW. Esta evolución posicionó a Chile como uno de los países de América Latina con mayor producción de energía eléctrica a partir del recurso eólico.
La instalación de parques eólicos y el tendido de las redes de alta tensión asociadas, es objeto de críticas o rechazo cuando su emplazamiento representa una amenaza al medio ambiente o una afectación negativa de las condiciones de vida de las comunidades cercanas. Adicionalmente, Chile posee la segunda reserva mundial de litio, necesaria para el almacenamiento de energía eléctrica en baterías de ion de litio.

## Antecedentes y desarrollo
(generación nominal superior a 10MW)
La geografía de Chile, su ubicación respecto del anticiclón del Pacífico Sur y la morfología de su extensa línea costera son factores determinantes para el desarrollo de las instalaciones de generación de energía a partir del recurso eólico.
En noviembre de 2001 en la Región de Aysén del General Carlos Ibáñez del Campo entró en servicio Alto Baguales, la primera instalación eólica chilena a escala industrial, inicialmente con una generación de 2MW.
En 2007, un grupo de 11 aerogeneradores en la Región de Coquimbo comenzaron a entregar energía al Sistema Interconectado Central. En 2017, Chile tenía una potencia instalada de 1426 MW, (4.7 % del total de la energía generada en el país), aportada por 651 aerogeneradores operativos.
A fines de 2010 entró en servicio el parque eólico Cabo Negro, ubicado en la Región de Magallanes y de la Antártica Chilena, la más austral del país. En 2012, esta instalación obtuvo el reconocimiento de Naciones Unidas bajo la normativa del Protocolo de Kioto.
Estudios realizados en la Región del Biobío determinaron que el potencial eólico de la zona alcanza a 5000 MW. En la comuna de Lebu, «Ciudad del viento», la empresa Cristalerías Toro administra y gestiona un parque eólico cuyo proyecto inicial comenzó en el año 2006.
Algunas regiones, como Atacama, reconocidas por la magnitud de irradiación solar, albergan algunas de las instalaciones de mayor dimensión del país.
Durante los últimos años se ha incrementado la eficiencia técnica de los equipos, con una simultánea disminución de los costos de puesta en servicio de las instalaciones. Esas circunstancias afectaron positivamente el desarrollo de más y mayores proyectos. Es el caso, por ejemplo, de los proyectos en la Región de Antofagasta,  o de los parques de la Región de La Araucanía, que se consolida como una de las regiones de mayor importancia en cuanto a la generación eólica.
La totalidad de los parques eólicos de Chile utilizan tecnologías estándar, que varían en las dimensiones de las turbinas, y tienen emplazamientos onshore, es decir, están instalados en tierra. Se han evaluado las posibles ventajas de emplazamientos offshore (mayor rendimiento, mayor vida útil de las instalaciones y equipos, como asimismo, menor daño paisajístico y ambiental que en tierra firme), pero las costas chilenas  (principalmente en el centro y norte del país) presentan un relieve submarino de corte abrupto hacia grandes profundidades a muy pocos metros de la orilla, lo que encarece demasiado los costos de inversión. Sin embargo, no se descarta esta posibilidad en costas menos profundas, al sur de Concepción.
Excepto algunos casos aislados de pequeña escala, los parques eólicos aportan la energía generada a alguno de los tres sistemas nacionales de interconexión eléctrica.
Chile es uno de los principales productores de energía eólica de la región, luego de Brasil y México.

### Potencia instalada
| Capacidad instalada de generación (en MW)                                                   |                                                                  |
| ------------------------------------------------------------------------------------------- | ---------------------------------------------------------------- |
| Gráfico no disponible temporalmente debido a problemas técnicos.                            |                                                                  |
| Datos del Sistema Eléctrico Nacional (SEN), según la Comisión Nacional de Energía de Chile. |                                                                  |
|                                                                                             | Gráfico no disponible temporalmente debido a problemas técnicos. |

### Parques eólicos operativos o en construcción
| Nombre del parque eólico | Ubicación                                           | Puesta en operaciones | Potencia nominal (en MW) | Estado          | Observaciones                            | Descripción detallada               |
| ------------------------ | --------------------------------------------------- | --------------------- | ------------------------ | --------------- | ---------------------------------------- | ----------------------------------- |
| Alto Baguales            | Región de Aysén del General Carlos Ibáñez del Campo | 2001                  | 1,98                     | Operativo       | 3 turbinas eólicas Vestas V47/660        | Parque eólico Alto Baguales         |
| Alto Baguales II         | Región de Aysén del General Carlos Ibáñez del Campo | 2016                  | 1,80                     | Operativo       | 2 turbinas eólicas Enercon E44/900       | Parque eólico Alto Baguales         |
| Aurora                   | Región de Los Lagos                                 | 2018                  | 129,00                   | Operativo       | 43 turbinas eólicas Senvion 3.0M122      |                                     |
| Cabo Leones I            | Región de Atacama                                   | 2018                  | 115,50                   | Operativo       | 55 turbinas eólicas Gamesa G114/2100     |                                     |
| Cabo Leones II           | Región de Atacama                                   |                       | 204,70                   | En construcción | 89 turbinas eólicas Senvion 2.3M130      |                                     |
| Cabo Negro               | Región de Magallanes y de la Antártica Chilena      | 2010                  | 2,55                     | Operativo       | 3 turbinas eólicas Vestas V52/850        |                                     |
| Canela I                 | Región de Coquimbo                                  | 2007                  | 18,15                    | Operativo       | 11 turbinas eólicas Vestas V82/1650      | Parque eólico Canela I              |
| Canela II                | Región de Coquimbo                                  | 2009                  | 60,00                    | Operativo       | 40 turbinas eólicas Acciona AW-1500/77   | Parque eólico Canela II             |
| Cebada                   | Región de Coquimbo                                  | 2014                  | 39,60                    | Operativo       | 22 turbinas eólicas Vestas V100/1800     |                                     |
| Cerro Coihué             | Región de Aysén del General Carlos Ibáñez del Campo | 2016                  | 1,80                     | Operativo       | 3 turbinas eólicas                       |                                     |
| Cuel                     | Región del Biobío                                   | 2014                  | 33,00                    | Operativo       | 22 turbinas eólicas Goldwind GW87/1500   |                                     |
| El Arrayán               | Región de Coquimbo                                  | 2014                  | 115,00                   | Operativo       | 50 turbinas eólicas Siemens SWT-2.3-101  | Parque eólico El Arrayán            |
| El Pacífico              | Región de Coquimbo                                  | 2014                  | 70,00                    | Operativo       | 35 turbinas eólicas Vestas V100/2000     |                                     |
| El Toqui                 | Región de Aysén del General Carlos Ibáñez del Campo | 2010                  | 1,65                     | Operativo       | 6 turbinas eólicas Vergnet GEV MP 275/32 |                                     |
| Horizonte                | Región de Antofagasta                               |                       | 812,00                   | En construcción | 140 turbinas eólicas Enercon             |                                     |
| La Cabaña                | Región de La Araucanía                              | 2022                  | 105,60                   | En construcción | 22 turbinas eólicas Goldwind 147/4500    |                                     |
| La Esperanza             | Región del Biobío                                   | 2016                  | 10,50                    | Operativo       | 5 turbinas eólicas Envision 2.1-110      |                                     |
| Las Peñas                | Región del Biobío                                   | 2016                  | 8,40                     | Operativo       | 4 turbinas eólicas Gamesa G114/2100      |                                     |
| Lebu I                   | Región del Biobío                                   | 2010                  | 2,34                     | Operativo       | 3 turbinas eólicas Hewind HW50 780 kW    |                                     |
| Lebu II                  | Región del Biobío                                   | 2010                  | 1,20                     | Operativo       | 2 turbinas eólicas Bonus B44/600         |                                     |
| Lebu III                 | Región del Biobío                                   | 2011                  | 6,00                     | Operativo       | 4 turbinas eólicas Vestas                |                                     |
| Lebu IV                  | Región del Biobío                                   | 2015                  | 5,25                     | Operativo       | 3 turbinas eólicas Vestas                |                                     |
| Los Buenos Aires         | Región del Biobío                                   | 2016                  | 24,00                    | Operativo       | 12 turbinas eólicas Vestas V110/2000     |                                     |
| Los Olmos                | Región del Biobío                                   | 2022                  | 1100                     | Operativo       | 23 turbinas eólicas Vestas V117/3300     |                                     |
| Monte-Redondo I          | Región de Coquimbo                                  | 2009                  | 38,00                    | Operativo       | 19 turbinas eólicas Vestas V90/2000      | Parque eólico de Monte Redondo      |
| Monte-Redondo II         | Región de Coquimbo                                  | 2011                  | 10,00                    | Operativo       | 5 turbinas eólicas Vestas V90/2000       | Parque eólico de Monte Redondo      |
| Negrete                  | Región del Biobío                                   | 2014                  | 34,50                    | Operativo       | 23 turbinas eólicas Goldwind GW87/1500   |                                     |
| Punta Chome              | Región del Biobío                                   |                       | 9,00                     | Operativo       | 3 turbinas eólicas Vestas                |                                     |
| Punta Colorada           | Región de Coquimbo                                  | 2011                  | 20,00                    | Operativo       | 10 turbinas eólicas Dewind D8.2          | Parque eólico Punta Colorada        |
| Punta Palmeras           | Región de Coquimbo                                  | 2014                  | 45,00                    | Operativo       | 15 turbinas eólicas Acciona AW-3000/116  |                                     |
| Punta Sierra             | Región de Coquimbo                                  | 2019                  | 81,60                    | Operativo       | 32 turbinas eólicas Goldwind GW121/2500  |                                     |
| Raki-Huajache I          | Región del Biobío                                   | 2015                  | 6,00                     | Operativo       | 2 turbinas eólicas Vestas V112/3000      |                                     |
| Raki-Huajache II         | Región del Biobío                                   | 2015                  | 9,00                     | Operativo       | 3 turbinas eólicas Vestas V112/3000      |                                     |
| Renaico                  | Región de La Araucanía                              | 2016                  | 88,00                    | Operativo       | 44 turbinas eólicas Vestas V110/2000     |                                     |
| Renaico II               | Región de La Araucanía                              |                       | 148.50                   | En construcción | 33 turbinas eólicas Goldwind 147/4500    |                                     |
| San Gabriel              | Región de La Araucanía                              | 2020                  | 183,00                   | Operativo       | 61 turbinas eólicas Acciona AW-3000/132  |                                     |
| San Juan I               | Región de Atacama                                   | 2016                  | 33,00                    | Operativo       | 10 turbinas eólicas Vestas V117/3300     | Parque eólico San Juan              |
| San Juan II              | Región de Atacama                                   | 2016                  | 29,70                    | Operativo       | 9 turbinas eólicas Vestas V117/3300      | Parque eólico San Juan              |
| San Juan III             | Región de Atacama                                   | 2016                  | 29,70                    | Operativo       | 9 turbinas eólicas Vestas V117/3300      | Parque eólico San Juan              |
| San Juan IV              | Región de Atacama                                   | 2016                  | 33,00                    | Operativo       | 10 turbinas eólicas Vestas V117/3300     | Parque eólico San Juan              |
| San Juan V               | Región de Atacama                                   | 2016                  | 26,40                    | Operativo       | 8 turbinas eólicas Vestas V117/3300      | Parque eólico San Juan              |
| San Juan VI              | Región de Atacama                                   | 2016                  | 33,00                    | Operativo       | 10 turbinas eólicas Vestas V117/3300     | Parque eólico San Juan              |
| San Pedro de Dalcahue    | Región de Los Lagos                                 | 2014                  | 36,00                    | Operativo       | 18 turbinas eólicas Gamesa G90/2000      | Parque eólico San Pedro de Dalcahue |
| San Pedro de Dalcahue II | Región de Los Lagos                                 | 2017                  | 65,00                    | Operativo       | 13 turbinas eólicas Gamesa G128/5000     | Parque eólico San Pedro de Dalcahue |
| Sarco                    | Región de Atacama                                   | 2018                  | 170,00                   | Operativo       | 50 turbinas eólicas Senvion 3.4M114      |                                     |
| Sierra Gorda             | Región de Antofagasta                               | 2016                  | 112,00                   | Operativo       | 56 turbinas eólicas Gamesa               |                                     |
| Talinay Oriente I        | Región de Coquimbo                                  | 2012                  | 60,00                    | Operativo       | 30 turbinas eólicas Vestas V90/2000      | Parque eólico Talinay               |
| Talinay Oriente II       | Región de Coquimbo                                  | 2012                  | 30,00                    | Operativo       | 15 turbinas eólicas Vestas V100/2000     | Parque eólico Talinay               |
| Talinay Poniente I       | Región de Coquimbo                                  | 2015                  | 34,00                    | Operativo       | 17 turbinas eólicas Vestas V100/2000     | Parque eólico Talinay               |
| Talinay Poniente II      | Región de Coquimbo                                  | 2015                  | 27,00                    | Operativo       | 15 turbinas eólicas Vestas V100/1800     | Parque eólico Talinay               |
| La Estrella              | Región de O´Higgins                                 | 2021                  | 50,00                    | Operativo       | 11 turbinas eólicas Vestas V100/1800     |                                     |
| Taltal                   | Región de Antofagasta                               | 2014                  | 99,00                    | Operativo       | 33 turbinas eólicas Vestas V112/3000     | Parque eólico Taltal                |
| Totoral                  | Región de Coquimbo                                  | 2009                  | 46,00                    | Operativo       | 23 turbinas eólicas Vestas V90/2000      | Parque eólico El Totoral            |
| Ucuquer I                | Región del Libertador General Bernardo O'Higgins    | 2013                  | 8,00                     | Operativo       | 4 turbinas eólicas Envision              | Parque eólico Ucuquer               |
| Ucuquer II               | Región del Libertador General Bernardo O'Higgins    | 2014                  | 10,50                    | Operativo       | 5 turbinas eólicas Envision              | Parque eólico Ucuquer               |
| Valle de los Vientos     | Región de Antofagasta                               | 2013                  | 90,00                    | Operativo       | 45 turbinas eólicas Vestas V100/2000     | Parque eólico Valle de los Vientos  |

### Evolución del aporte de la generación eólica
A partir de la instalación de los primeros parques eólicos, a comienzos de los años 2000, la matriz energética de Chile presentó un incremento sostenido en la generación basada en recursos renovables y una simultánea disminución del volumen de energía producida a partir de fuentes convencionales, como el carbón. El gas natural, recurso abundante en Chile, es considerado por algunos especialistas como el «combustible de transición», que será reemplazado paulatinamente por las llamadas «energías limpias» a medida que se pongan en servicios más instalaciones de estas tecnologías. Los informes estadísticos elaborados por la Comisión Nacional de Energía de Chile muestran la evolución del porcentaje de participación de las distintas tecnologías en la generación nacional anual de energía eléctrica.
| Año  | Carbón | Gas Natural | Solar fotovoltaica | Eólica | Fuente consultada                        |
| ---- | ------ | ----------- | ------------------ | ------ | ---------------------------------------- |
| 2014 | 41     | 15          | 1                  | 2      | Anuario Estadístico de Energía 2005-2015 |
| 2015 | 40     | 16          | 2                  | 3      | Anuario Estadístico de Energía 2005-2015 |
| 2016 | 44     | 17          | 3                  | 3      | Anuario Estadístico de Energía 2016      |
| 2017 | 39     | 17          | 5                  | 5      | Anuario Estadístico de Energía 2017      |
| 2018 | 39     | 15          | 7                  | 5      | Anuario Estadístico de Energía 2018      |

## Críticas y controversias

### Impacto ambiental
La generación eólica en gran escala implica la construcción de grandes instalaciones que afectan el entorno. Estos impactos, en ocasiones subdimensionados, son la base de las críticas a estos proyectos.

#### Destrucción de ecosistemas
La etapa previa al montaje de los aerogeneradores incluye trabajos de preparación del terreno que en ocasiones significan la destrucción de delicados ecosistemas. Este es el caso de San Pedro de Dalcahue I y II, instalados en Chiloé, cuya construcción implicó la destrucción de turberas de la cordillera chilota vitales para la regulación hidrológica de la región, la conservación de la biodiversidad y la captura de gases de efecto invernadero.

#### Afectación de áreas naturales protegidas
La instalación de parques eólicos dentro o en cercanías de áreas naturales protegidas o de alta valoración comunitaria o cultural, suele ser rechazada por las comunidades afectadas. Tal fue el caso del proyecto del Parque Eólico Pililin, que se planeaba construir en cercanías de la ciudad de Valdivia, y que afectaba de modo directo al Santuario de la naturaleza Carlos Anwandter y el Parque Oncol, entre otros sitios. El proyecto, resistido por las comunidades de la zona, representaba además un serio riesgo para la conservación del ecosistema del bosque valdiviano.

#### Contaminación visual y acústica
Los parques eólicos modifican el entorno debido a las amplias superficies que requiere su emplazamiento y a la altura de los aerogeneradores de escala comercial. La degradación del paisaje es uno de los impactos ambientales más evidentes de estas instalaciones. Esta degradación puede afectar negativamente el desarrollo y la continuidad de las actividades vinculadas al turismo, especialmente en aquellas zonas cuya oferta turística se basa en la belleza del paisaje.
El impacto derivado de la contaminación acústica fue analizado en un estudio publicado por la Subsecretaria del Medio Ambiente de Chile en marzo de 2018. El trabajo señala que los parques eólicos generan "un ruido muy particular y molesto para personas que habitan cercanos a ellos" e indica la necesidad de crear normativas específicas sobre el tema.

#### Impacto sobre la fauna
Las turbinas eólicas afectan las poblaciones de aves de manera directa, por colisión, o bien indirecta por modificación de las condiciones del hábitat. Las colonias de murciélagos son afectadas además por barotrauma debido a las turbulencias y los cambios de presión generados por la operación de los equipos. Un estudio realizado en 2015 analiza los factores estructurales, biológicos y propios del sitio vinculados a la mortandad de aves y murciélagos por colisión o trauma barométrico.
Los emplazamientos sobre la línea costera generan preocupación por el impacto negativo del ruido de las turbinas sobre las poblaciones de mamíferos marinos, como la amenazada ballena azul o la ballena franca austral.

### Rechazo social
La preocupación por temas como el calentamiento global o la cercana crisis en cuanto a la disponibilidad de combustibles fósiles tiene como consecuencia que en términos generales exista una valoración positiva hacia los desarrollos de energías renovables. Aun así, muchos grupos sociales reaccionan negativamente a la idea de la construcción concreta de instalaciones en su entorno cercano. Esta oposición, en ocasiones subestimada bajo el concepto NIMBY («Not In My Back Yard», «no en mi patio trasero» por sus siglas en inglés), se debe en muchos casos a razonamientos más complejos que cuestionan aspectos institucionales como la planificación del ordenamiento territorial o los procesos de toma de decisiones. 

Este es el caso, por ejemplo, de la agrupación "Salvemos Mar Brava" creada en 2014.  La agrupación reúne a operadores turísticos, pescadores artesanales, organizaciones indígenas y pobladores en general, que buscan impedir la construcción de un gran parque eólico en Mar Brava (Ancud), con las consecuencias irreversibles de degradación del paisaje en una zona donde el turismo es el eje del desarrollo local.

#### Afectación del entorno
En 2011, un grupo de organizaciones se opuso a la instalación de un parque eólico en Mar Brava, en el noroeste de la isla Grande de Chiloé, entre otros motivos por la amenaza que el proyecto representaba para diversos elementos culturales, ambientales y patrimoniales de tres comunidades huilliches de la zona, amparados por el Convenio 169 de la OIT, ratificado por Chile en septiembre de 2008.
En 2015, la resistencia a la instalación de turbinas eólicas y el tendido de la línea de alta tensión sobre la cordillera de la Costa derivó en una presentación judicial entre cuyos argumentos estaba la falta de la debida consulta a las comunidades afectadas.
El rechazo social y las presentaciones realizadas por varias comunidades y organizaciones determinaron que en julio de 2018 se cancelara el proyecto eólico Pililín, planeado para instalarse en la cordillera de la Costa en Valdivia.
El tendido de las líneas de alta tensión que transportan la energía generada por los nuevos parques eólicos también puede ser objeto de resistencias. En la provincia de Arauco, los pobladores de Carampangue se oponen al tendido de la línea proyectada sobre el humedal Pichilo Meseta, por la cercanía a las viviendas, a las áreas de recreación de la comunidad y a las actividades de los pequeños agricultores. Una situación similar ocurre en Tubul, donde la línea proyectada atravesaría el humedal Tubul-Raqui, de gran importancia por su biodiversidad y como sostén económico de los pescadores artesanales de la zona.

#### Energías limpias y sector minero
La minería es una de las industrias más desarrolladas en Chile y la que ha generado algunos de los mayores impactos ambientales. Es además una de las industrias más dependientes del suministro de energía.
Durante los últimos años, este sector inició una transición hacia el uso de energías renovables, con importantes inversiones en centrales de generación y líneas de transmisión. 

Este es el caso, por ejemplo, de Los Pelambres, una explotación minera responsable de varios daños significativos al medio ambiente en Chile, y Argentina. La empresa minera inició en 2012 la construcción del parque eólico El Arrayán, cuya producción de energía se destina en un 70% a la operación del yacimiento minero. 
El proyecto eólico en Sierra Gorda, —vinculado a Minera Gaby, propiedad de Codelco—, fue diseñado inicialmente para satisfacer los requerimientos de energía eléctrica del yacimiento.
A la controversia derivada de la generación de «energías limpias» destinada a mejorar la ecuación económica de industrias contaminantes, se suman las observaciones sobre las prácticas comunicacionales destinadas a incrementar la valoración positiva del público respecto a estos desarrollos.

## Marco legal
La generación de energía eólica en Chile está afectada por las mismas leyes y normativas que regulan las energías renovables en general. A partir del 2004, una serie de normas tendientes a resolver los problemas de eficiencia del sector eléctrico en general, pusieron énfasis en el impulso a las llamadas ERNC (Energías Renovables No Convencionales).
Desde mitad de la década de los 2000, se promulgaron o modificaron una serie de leyes vinculadas a las energías renovables. 

La ley 19.940 de 2004 regula una serie de aspectos del sector eléctrico, estableciendo normas especialmente aplicables al desarrollo de las ERNC, por ejemplo las contenidas en el Art.71-7.

La ley 20.257 de abril de 2008 enfoca directamente las cuestiones vinculadas a la generación mediante fuentes renovables, definiendo los «Medios de generación renovables no convencionales» en general y los eólicos en particular. 

En 2012 se promulgó la ley 20.571, reemplazada en 2018 por la ley 21.118, que promueve el desarrollo y utilización de generación residencial.